# 奈特氏不確定性
在經濟學，奈特氏不確定性（英語：Knightian uncertainty），指無法被衡量期望值、不能被計算或然率、無法被預知的風險。由經濟學家法蘭克·奈特提出。在他的成名作《風險、不確定性與利潤》中，他為風險與不確定性做出定義，主張風險是能被計算概率與期望值的不確定性，而不能被預先計算與評估的風險則是不確定性。他並提出利潤是來自不確定性的論點。因此經濟學家在提到不確定性時，以他來命名。